# Pycnonotus luteolus
El bulbul cejiblanco (Pycnonotus luteolus) es una especie de ave paseriforme de la familia Pycnonotidae residente de Sri Lanka y el subcontinente indio. Su plumaje en gran parte es de color olivo sobre las partes inferiores blanquecinas, tiene una pálida lista superciliar y una cloaca amarillenta. Se encuentra en hábitats de matorrales densos y se esconde dentro de la vegetación, puede ser difícil de observar, aunque sus llamados fuertes y característicos son un distintivo.

## Descripción

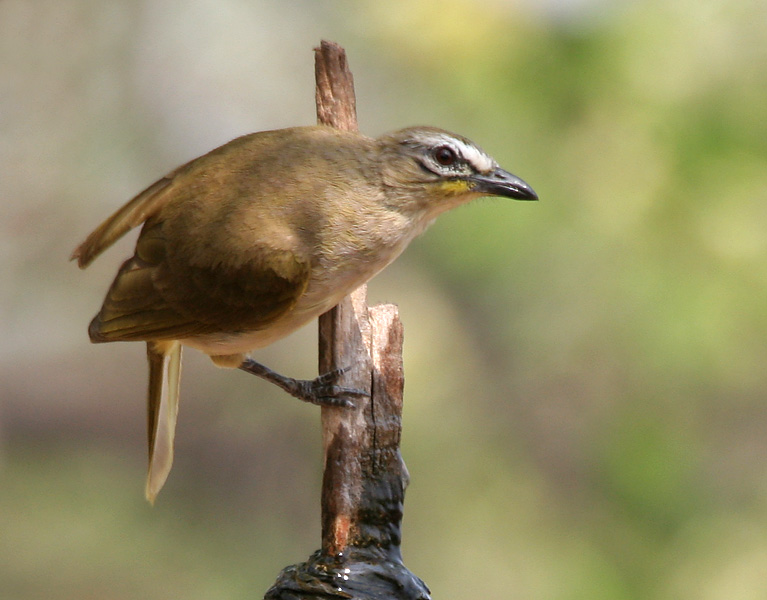
Bebiendo agua (Shamirpet, India).

El bulbul cejiblanco mide unos 20 cm (7 pulgadas) de largo, con una cola moderadamente larga (8 cm). Sus partes superiores son color gris oliva y sus partes inferiores son blanquecinas. Esta especie se identifica por la lista superciliar blanca, una media luna blanca bajo el ojo, una franja ocular oscura y rayas en el bigote. Su cloaca es amarillenta y su barbilla y bigote tiene tonos amarillos. Sin embargo, la garganta es en gran parte blanquecina a diferencia de la apariencia y sonidos similares del bulbul gorgigualdo (Pycnonotus xantholaemus) que se encuentra en también hábitats rocosos. Tres o cuatro pelo similares a filoplumas están presentes en la nuca. Los sexos son similares en plumaje. Por lo general, es detectado por el canto agresivo que produce desde la parte superior de un arbusto y, a menudo, se esconde en el arbusto volviéndolo difícil de observar. El canto es un  gorjeo abundante y trino y es más frecuente oír al pájaro que observarlo. La apariencia descrita es del sur de la India, mientras la forma insulae de Sri Lanka es un poco más oscura y tiene unas alas más cortas. Es conocido como බැම සුදු කොන්ඩයා (baæma saudau kaeānaḍayaā) en sinhala.

## Distribución y hábitat
Esta especie es endémica del sur de la India y Sri Lanka. El límite norte está a lo largo de Gujarat, Madhya Pradesh y el oeste de Bengala Occidental (cerca de Midnapore). Se encuentra en campos de matorrales secos abiertos principalmente en llanuras y también recurre a jardines y bosques con arbustos densos.

## Comportamiento y ecología
El bulbul cejiblanco generalmente es observado en solitario o en pareja. Se alimentan en el interior de arbustos de frutas, y de néctar e insectos. La temporada de apareamiento se extiende de marzo a septiembre y, posiblemente, puede reproducirse dos veces al año. El auge en la cría se produce en febrero y otra vez en septiembre. Parece que la estación seca de mayo a julio evita la crianza en la región del Punto Calimere. El ave construye un nido en forma de taza holgada hecha de ramitas, telarañas y cabello colocado bajo un arbusto grueso y por lo general en la periferia. La hembra pone dos huevos. La especie puede vivir por más de 11 años.